# Wiktoria Koburg (księżniczka)

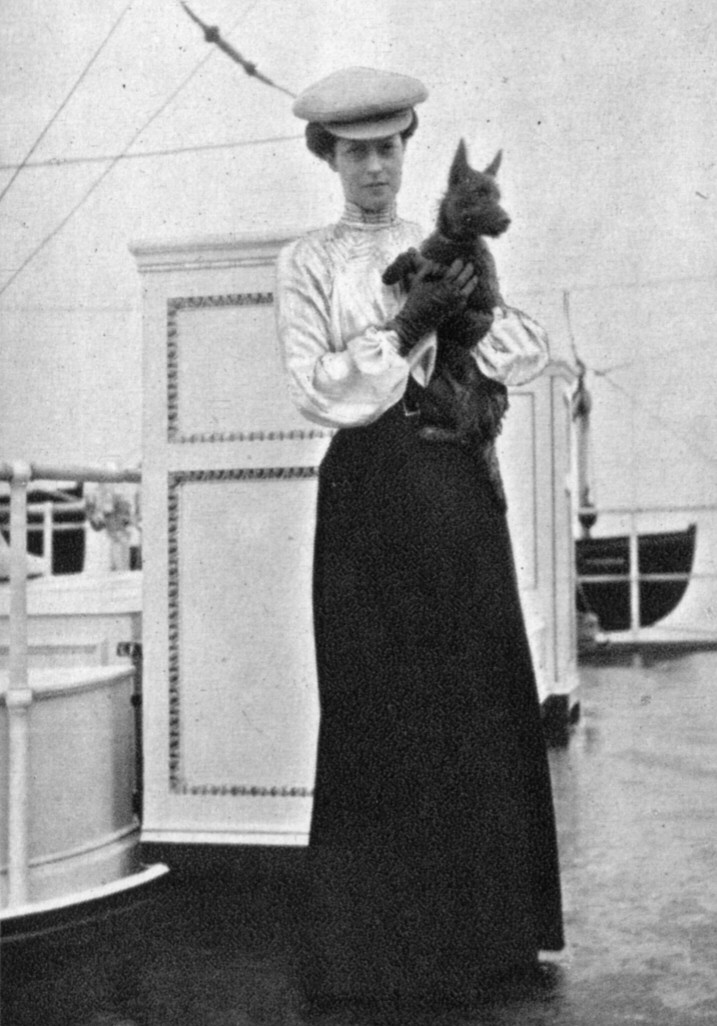
Wiktoria z Saksonii-Coburga-Gothy

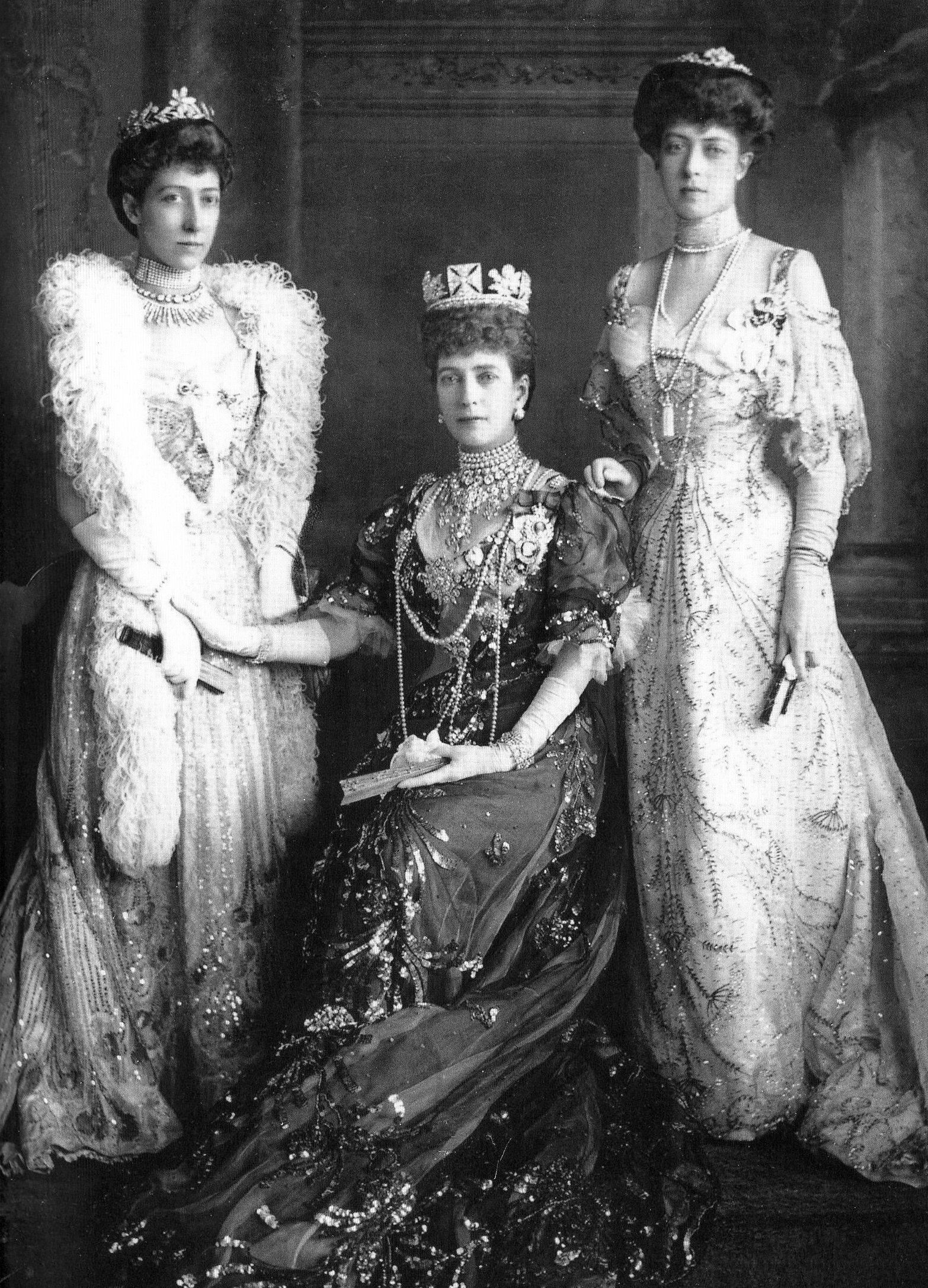
Wiktoria z matką i siostrą Ludwiką

Księżniczka Wiktoria, właśc. Victoria Alexandra Olga Mary (ur. 6 lipca 1868 w Marlborough House, Londyn, zm. 3 grudnia 1935 w Coppins, Iver, Buckinghamshire) – księżniczka Zjednoczonego Królestwa.

## Życie
Księżniczka Wiktoria urodziła się 6 lipca 1868 roku w Marlborough House w Londynie. Jej ojcem był Albert Edward, książę Walii (późniejszy Edward VII), najstarszy syn królowej Wiktorii i księcia Alberta. Jej matką była Aleksandra Duńska, księżna Walii, córka Chrystiana IX, króla Danii i księżniczki Luizy z Hesji-Kassel. Jako córka księcia Walii Wiktoria nosiła tytuł Jej Królewska Wysokość Księżniczka Walii Wiktoria. Przez rodzinę nazywana była Toria.
Została ochrzczona w Marlborough House 6 sierpnia 1868 roku przez Archibalda Campbella Taita, biskupa Londynu. Jej rodzicami chrzestnymi zostali: królowa Wiktoria, cesarz Rosji, cesarzewicz Rosji, książę Artur, Ludwik, książę Hesji i Renu, książę Jerzy z Hesji-Kassel, królowa Grecji, królowa-wdowa Danii, wielka księżna wdowa Meklemburgii-Strelitz, księżna Teck i księżniczka Fryderyka Anhalt-Dessau.
Wiktoria, księżniczka Walii, odbierała edukację od wychowawców. Dzieciństwo spędziła w Marlborough House i Sandringham. Księżniczka była szczególnie blisko ze swoim bratem, przyszłym królem Jerzym V. Wiktoria była pierwszą miłością Mikołaja II, cesarza Rosji.
Chociaż Wiktoria miała wielu kandydatów do małżeństwa, nigdy nie wyszła za mąż. Księżniczka stała się towarzyszką swoich rodziców, a szczególnie matki, z którymi żyła aż do śmierci królowej Aleksandry w 1925 roku. Wiktoria zamieszkała wtedy w swoim własnym domu w Coppins, Iver, w Buckinghamshire. Tam szczególnie interesowała się życiem wsi i została honorowym prezydentem Iver Horticultural Society.
Księżniczka Wiktoria zmarła w domu w 1935 roku. Jej pogrzeb miał miejsce w kaplicy św. Jerzego w Zamku Windsor, a pochowana została we Frogmore Royal Burial Ground, w parku Windsor. Jej śmierć bardzo przeżył Jerzy V, który zmarł miesiąc później.

## Tytulatura
- 1868-1901: Jej Królewska Wysokość księżniczka Wiktoria z Walii
- 1901-1935: Jej Królewska Wysokość księżniczka Wiktoria